# Maria Detzel
Maria Detzel, geborene Rath, (* 6. April 1892 in Güls (heute Koblenz); † 5. Juli 1965 ebenda) war eine deutsche Politikerin (SPD).

## Leben
Maria Rath besuchte nach dem Schulabschluss die Handelsschule und schloss 1909 die Ausbildung zur Buchhalterin ab. Danach war sie als Kontoristin und Buchhalterin tätig. 1913 heiratete sie Peter Detzel. Während des Ersten Weltkriegs leistete sie freiwilligen Dienst als Krankenpflegerin im Festungslazarett Koblenz und war danach in der Kriegsopferversorgung engagiert. 1917 fiel ihr Mann an der Front. 1918 wurde sie Sachbearbeiterin im Hauptversorgungsamt Koblenz und 1926 Geschäftsführerin des pazifistischen Reichsbunds der Kriegsbeschädigten im Regierungsbezirk Koblenz. Nach der Machtergreifung der Nationalsozialisten wurde sie mehrfach verhaftet und erhielt danach verschiedene kurzfristige Anstellungen, unter anderem arbeitet sie von 1938 bis 1939 als Sekretärin bei der Zahlmeisterei des Infanterieregiments 80 und von 1939 bis 1944 als Sekretärin bei der Koblenzer Süßmosterei Frömbgen. 1944 wurde sie im Rahmen der Aktion Gitter erneut verhaftet. 1946 begann sie eine Tätigkeit in der Versorgungsverwaltung, anschließend war sie Regierungsrätin und Referentin für die Kriegsopferversorgung im Ministerium für Arbeit und Volkswohlfahrt und von 1954 bis 1957 Regierungsdirektorin und Leiterin des Versorgungsamts Rheinland-Pfalz in Koblenz.

## Politik
1920 wurde Maria Detzel Mitglied der SPD und der freien Gewerkschaft. 1924 erfolgte die Wahl zum Mitglied des SPD-Kreisvorstands und der Stadtverordnetenversammlung Koblenz. 1927 bis 1933 war sie Mitglied des Stadtrats Koblenz. Ab 1928 war sie Mitglied des SPD-Unterbezirksvorstands Koblenz und ab 1930 stellvertretende SPD-Ortsvereinsvorsitzende. In der Zeit des Nationalsozialismus gehörte sie der DAF, NSV und NS-Kriegsopferversorgung an.
1945 war sie Mitbegründerin der SPD und der Gewerkschaften in Koblenz und Mitglied des Bürgerrats. 1946 bis 1962 gehörte sie der Stadtverordnetenversammlung und dem Stadtrat Koblenz an.
1946 wurde sie stellvertretende Vorsitzende des SPD-Unterbezirks Koblenz und 1947 Mitglied im sozialpolitischen Ausschuss beim SPD-Bundesvorstand und Vorstandsmitglied des SPD-Bezirksverbands Rheinland / Hessen-Nassau.
1946 gehörte sie der Beratende Landesversammlung Rheinland-Pfalz an. Am 29. März 1947 schied sie aus der Versammlung aus und Alfons Kraft rückte für sie nach.
Daneben war sie 1919 Vorstandsmitglied der „Wirtschaftlichen Vereinigung der Kriegshinterbliebenen“ in Koblenz, 1922 Mitglied des Landesvorstands und 1924 des Reichsausschusses. Sie war Mitglied des Versorgungs- und Reichsversorgungsgerichts Berlin, der AWO und des Präsidiums im Verband der Kriegsopfer und Zivilgeschädigten.

## Auszeichnungen
- Freiherr-vom-Stein-Plakette (1955)
- Bundesverdienstkreuz Erster Klasse (1962)